# 대한민국 상법 제6조
대한민국 상법 제6조는 무능력자의 영업과 등기에 대한 상법총칙의 조문이다.

## 조문
제6조 (무능력자의 영업과 등기) 미성년자가 법정대리인의 허락을 얻어 영업을 하는 때에는 등기를 하여야 한다.

第6條 (無能力者의 營業과 登記) 未成年者 또는 限定治産者가 法定代理人의 許諾을 얻어 營業을 하는 때에는 登記를 하여야 한다.

## 사례
14세인 위기백은 부모의 동의없이 자신의 이름으로 택시운전을 하고 싶어한다. 이 경우 기백은 미성년자이므로 법정대리인인 부모의 동의를 받고 등기를 하여야 택시운전영업을 할 수 있다.

## 같이 보기
- 대한민국 상법 제7조
- 대한민국 상법 제8조